# エディンバラ

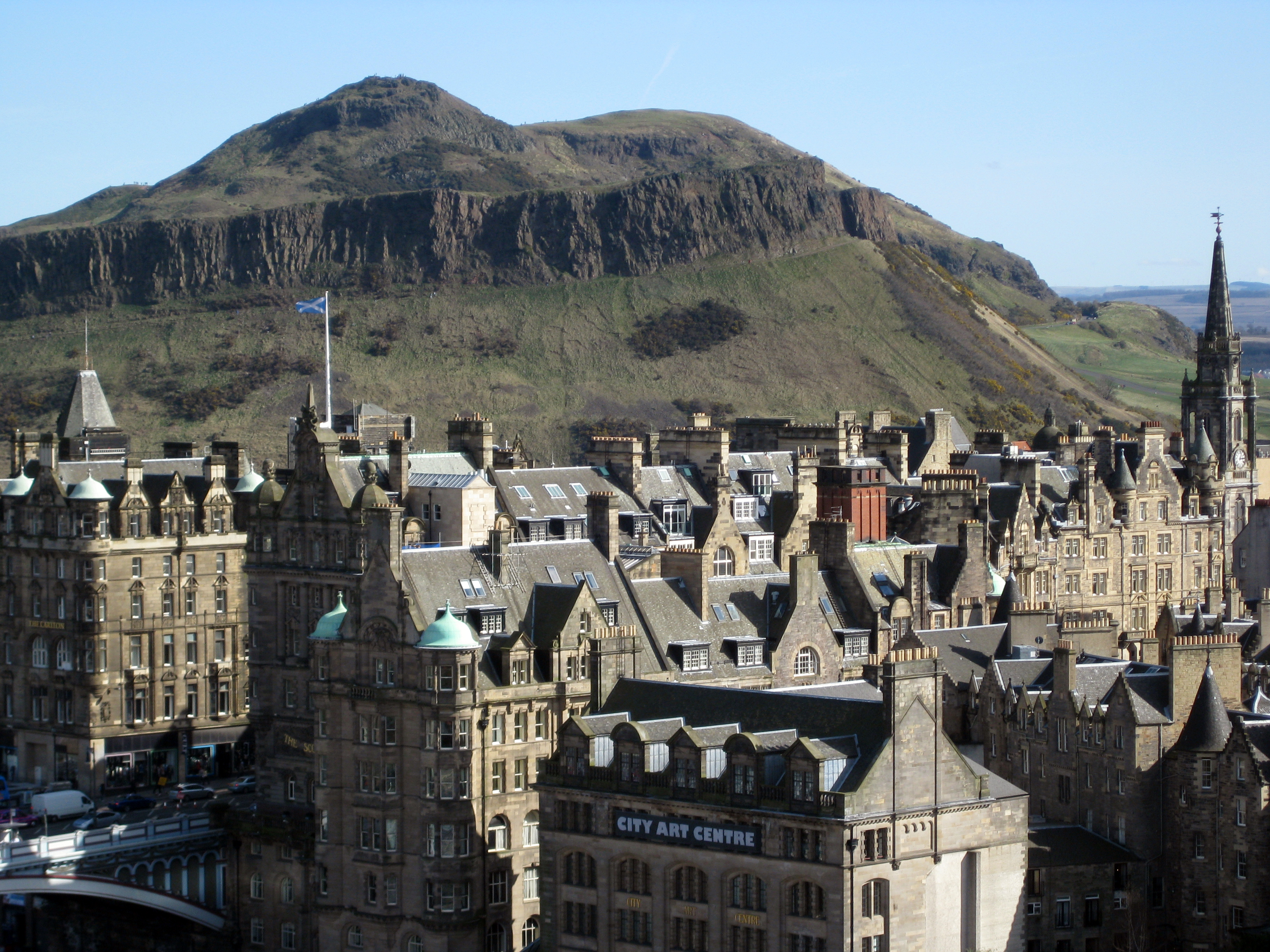
旧市街とアーサーの玉座

エディンバラ（英語: Edinburgh、スコットランド・ゲール語: Dùn Éideann）は、スコットランドの首都であり、ロージアン地方の首府。日本語では「エジンバラ」とも表記される。人口は48万人。

## 概要
スコットランドの東岸、フォース湾に面するこの都市は、スコットランドにおける政治と文化の中心であり、グラスゴーと共に2大都市の一角を占める。旧市街と新市街の美しい町並みは、ユネスコの世界遺産に登録されていて、旧跡など観光資源が豊富である。街の中心にカールトン・ヒルと呼ばれる小高い丘があり、街を一望できる。毎年8月にはエディンバラ・フェスティバルと呼ばれる芸術祭典が行われ、多くの観光客で賑わう。学術都市でもあり、世界的な名門であるエディンバラ大学がある。

### 地名
地名は「エディンの城」の意味。一方、ブリトン人のゲール語で険しい丘を意味するエディンと後に攻略したアングル人が、砦を意味するバラを付けたとする見解がある。火山の溶岩の上に形成された城郭都市であり地盤が強固である。

## 地理

### 位置
スコットランドのローランドに位置するエディンバラは北にフォース湾が控え、西へ100kmほどにグラスゴーがある。

### 地形
地質時代のデボン紀から石炭紀にかけて、約4億年前に初めて火山活動が発生した。3億5000万年前に2回目の火山活動で火山円錐丘が作られ、2億8500万年前に岩脈、そして2億5000年前に地震が起こり、200万年前には氷河におおわれた。二度の火山活動で噴出した玄武岩溶岩の上に街が出来ている。町の目印となるキャッスル・ロックは、ほぼ左右対称の円筒状の玄武岩でできており、450フィートの高さがある。
エディンバラ城の場所やアーサーの玉座（Arthur's Seat）と呼ばれる岩山は溶岩が氷河に削り取られた後の残丘である。

### 気候
他のスコットランドの都市と同様、その緯度に似合わずエディンバラも温和な海洋性気候である。冬は零下になることは余り無い。夏の最高気温は22 ℃だが、メキシコ湾流による南西風が強いことで知られる。雨は年間を通じ多い。10月から5月にかけて北海からの東風が冷たい乾いた嵐となることがある。
ケッペンの気候区分では西岸海洋性気候（Cfb）に属する。
| エディンバラ (Royal Botanic Gardens)の気候 | エディンバラ (Royal Botanic Gardens)の気候 | エディンバラ (Royal Botanic Gardens)の気候 | エディンバラ (Royal Botanic Gardens)の気候 | エディンバラ (Royal Botanic Gardens)の気候 | エディンバラ (Royal Botanic Gardens)の気候 | エディンバラ (Royal Botanic Gardens)の気候 | エディンバラ (Royal Botanic Gardens)の気候 | エディンバラ (Royal Botanic Gardens)の気候 | エディンバラ (Royal Botanic Gardens)の気候 | エディンバラ (Royal Botanic Gardens)の気候 | エディンバラ (Royal Botanic Gardens)の気候 | エディンバラ (Royal Botanic Gardens)の気候 | エディンバラ (Royal Botanic Gardens)の気候 |
| 月                                         | 1月                                        | 2月                                        | 3月                                        | 4月                                        | 5月                                        | 6月                                        | 7月                                        | 8月                                        | 9月                                        | 10月                                       | 11月                                       | 12月                                       | 年                                         |
| ------------------------------------------ | ------------------------------------------ | ------------------------------------------ | ------------------------------------------ | ------------------------------------------ | ------------------------------------------ | ------------------------------------------ | ------------------------------------------ | ------------------------------------------ | ------------------------------------------ | ------------------------------------------ | ------------------------------------------ | ------------------------------------------ | ------------------------------------------ |
| 最高気温記録 °C （°F）                     | 15.0 (59)                                  | 15.2 (59.4)                                | 20.0 (68)                                  | 22.8 (73)                                  | 29.0 (84.2)                                | 27.8 (82)                                  | 30.0 (86)                                  | 31.4 (88.5)                                | 26.7 (80.1)                                | 24.4 (75.9)                                | 17.3 (63.1)                                | 15.4 (59.7)                                | 31.4 (88.5)                                |
| 平均最高気温 °C （°F）                     | 7.0 (44.6)                                 | 7.5 (45.5)                                 | 9.5 (49.1)                                 | 11.8 (53.2)                                | 14.7 (58.5)                                | 17.2 (63)                                  | 19.1 (66.4)                                | 18.9 (66)                                  | 16.5 (61.7)                                | 13.1 (55.6)                                | 9.6 (49.3)                                 | 7.0 (44.6)                                 | 12.66 (54.79)                              |
| 平均最低気温 °C （°F）                     | 1.4 (34.5)                                 | 1.5 (34.7)                                 | 2.8 (37)                                   | 4.3 (39.7)                                 | 6.8 (44.2)                                 | 9.7 (49.5)                                 | 11.5 (52.7)                                | 11.4 (52.5)                                | 9.4 (48.9)                                 | 6.5 (43.7)                                 | 3.7 (38.7)                                 | 1.3 (34.3)                                 | 5.86 (42.53)                               |
| 最低気温記録 °C （°F）                     | −15.5 (4.1)                                | −11.7 (10.9)                               | −11.1 (12)                                 | −6.1 (21)                                  | −2.4 (27.7)                                | 1.1 (34)                                   | 4.4 (39.9)                                 | 2.2 (36)                                   | −1.1 (30)                                  | −3.7 (25.3)                                | −8.3 (17.1)                                | −11.5 (11.3)                               | −15.5 (4.1)                                |
| 降水量 mm （inch）                         | 67.5 (2.657)                               | 47.0 (1.85)                                | 51.7 (2.035)                               | 40.5 (1.594)                               | 48.9 (1.925)                               | 61.3 (2.413)                               | 65.0 (2.559)                               | 60.2 (2.37)                                | 63.7 (2.508)                               | 75.6 (2.976)                               | 62.1 (2.445)                               | 60.8 (2.394)                               | 704.3 (27.726)                             |
| 平均降雨日数                               | 12.5                                       | 9.4                                        | 9.9                                        | 8.8                                        | 9.6                                        | 9.6                                        | 9.5                                        | 9.7                                        | 10.2                                       | 12.4                                       | 11.2                                       | 11.4                                       | 124.2                                      |
| 平均月間日照時間                           | 53.5                                       | 78.5                                       | 114.8                                      | 144.6                                      | 188.4                                      | 165.9                                      | 172.2                                      | 161.5                                      | 128.8                                      | 101.2                                      | 71.0                                       | 46.2                                       | 1,426.6                                    |
| 出典：Met Office                           |                                            |                                            |                                            |                                            |                                            |                                            |                                            |                                            |                                            |                                            |                                            |                                            |                                            |

### 人口
- 推計総数：488,050人（2016年）
- 年齢構成：15歳未満13.97％、15〜24歳15.68％、25〜64歳55.74％、65歳以上14.61％ （2007年）

## 対外関係

### 姉妹都市・提携都市
- ミュンヘン（ドイツ）
- フィレンツェ（イタリア）
- ニース（フランス）
- バンクーバー（カナダ）
- キーウ（ウクライナ）
- オールボー（デンマーク）
- サンディエゴ（アメリカ合衆国）
- ダニーディン（ニュージーランド）
- クラクフ（ポーランド）
- 京都府（日本国）
- 西安市（中華人民共和国）
- セゴビア（スペイン）

### 外国公館

#### 総領事館
- 在エディンバラ日本国総領事館

## 経済
古くから行政府・商都として栄え、金融業や小売業が強い。19世紀頃までは、銀行業・出版業・醸造業が主力産業だった。現代でも、金融業や学術や研究機関関連の産業が盛んである。金融センターとしては、イギリスではロンドンに次ぐ規模である。

## 教育

### 大学
エディンバラ大学は、イギリスないし欧州屈指の名門大学。哲学者のデイヴィッド・ヒューム、経済学者のアダム・スミス、科学者のチャールズ・ダーウィン、ジェームズ・クラーク・マクスウェル、小説家のアーサー・コナン・ドイルなど数多くの学者、文化人を輩出している。
- エディンバラ大学
- ヘリオット・ワット大学

## 交通

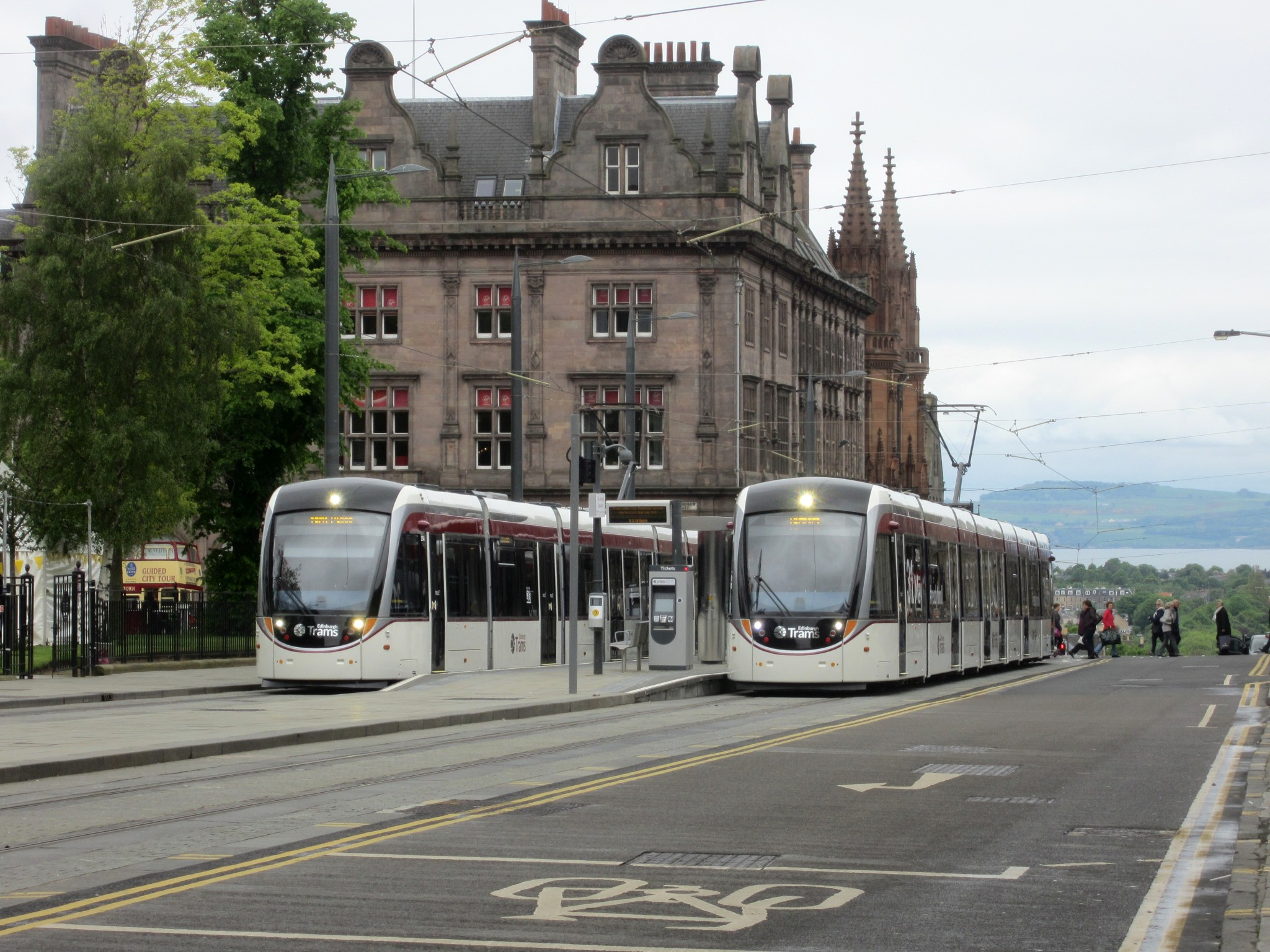
エディンバラ・トラム

エディンバラ・トラム路線図

### 空路

#### 空港
- エディンバラ空港が中心部から10km西に位置している。ロンドンのヒースロー空港・ガトウィック空港まで約1時間。アムステルダム、フランクフルト、パリなどのヨーロッパの主要空港行きの便がある。

### 鉄道

#### 鉄道路線
エディンバラの中心駅はウェーバリー駅で、ロンドンのキングス・クロス駅までインターシティで約4時間30分。

#### トラム
市内では路線バスおよびトラムが運行されている。
- エディンバラ・トラム

1956年11月16日にトラム（エディンバラ市電）が廃止されたが近年、トラムシステムの有用性が再認識され再び復活する運びとなった。当初の開業予定は2011年7月だったが予定より遅れて2014年5月31日に開通。エディンバラ空港とヨークプレイス間を結んでいる。更なる延伸も予定されている。当初の予算は512万ポンドで現在の予想では600万ポンドを超えると見られている。

### 道路

#### 高速道路
エディンバラ・エアポートレイルリンク
2011年の開業予定で2007年にスコットランド議会で建設が可決されたが同年9月に政権が交代して計画は中止された。滑走路の下にトンネルを掘って高速で連絡する予定だった。

### 自転車
- 市内には自転車タクシーの乗り場もある。

## 観光

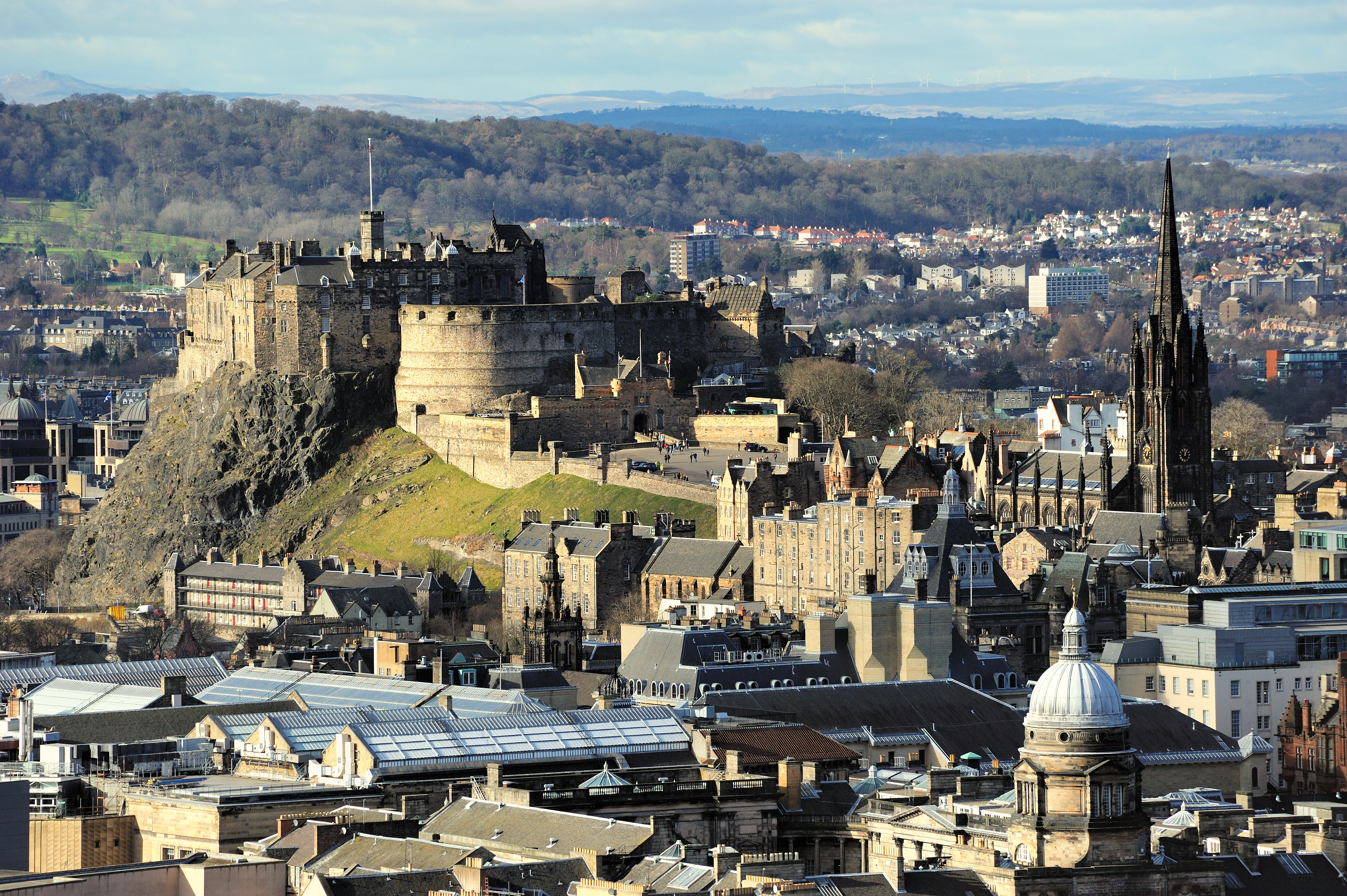
エディンバラ城

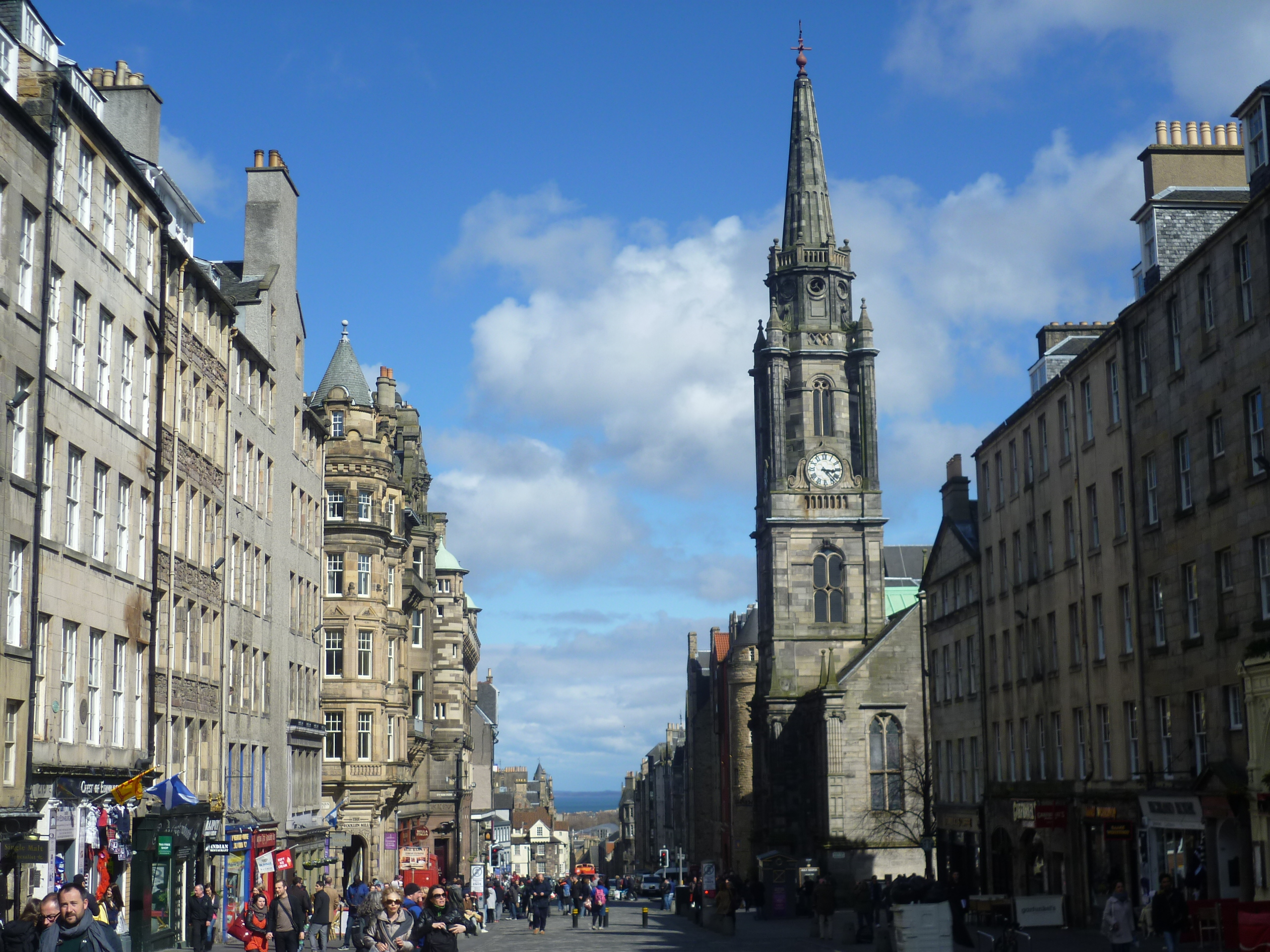
ロイヤル・マイルの街並み

### 名所・旧跡
- エディンバラ城 - エディンバラ城は切り立った岩山の上に立つ要塞で、その起源を7世紀までさかのぼることができる。日曜日を除く毎日13時になると、城の大砲が鳴り響く。エディンバラ・フェスティバルの期間中、城の前の広場にてミリタリー・タトゥーと呼ばれる軍楽隊パレードが行われる。
- ロイヤル・マイル - エディンバラ城とホリールードハウス宮殿を結ぶ通り。石畳の通りに沿って老舗のパブや教会、お土産屋が並ぶ[3]。
  - 聖ジャイルズ大聖堂はエディンバラの守護聖人・聖ジャイルス（St. Giles）から名付けられた。かつてはカトリックの教会だったが、宗教改革によりスコットランド国教会の本部となり、スコットランドのA級建造物にも指定されていて、自由に入場できる。
- ホリールードハウス宮殿 - エリザベス女王の避暑地。VIPが不在時は一般公開されている。
- パブ コナンドイル - 店の近くにはシャーロック・ホームズの像が建っている。もう一体はロンドンのベーカーストリートにある。
- グレーフライアーズ・ボビー - イギリス版の忠犬ハチ公。エディンバラ城の南東の通り（George IV Bridge）に像が立っている。
- ホーリールード公園 - ホリールードハウス宮殿の南側にある丘。切り立った崖が壮観。頂上に登るには、宮殿から見える登山口ではなく、東側へ進んで裏手側より登るのが近道。
- カールトン・ヒル - 線路を挟み、ホリーヒル公園の北側にある公園。記念碑や旧天文台などが頂上にある。そこから見える360度のパノラマは絶景である。
- エディンバラ動物園 - 動物たちに、動物園としては比較的自由な振る舞いをさせることで知られている。ペンギンの飼育に関しては世界でさきがけ的な存在である。1913年からペンギンの飼育を始め、1919年には南大西洋地域以外では初めての繁殖に成功。1951年から続くイベント「 ペンギン・パレード」では、決められた時刻にペンギンの檻の扉を開け、ペンギンたちを園内の通路で散歩させる[4]。
- クレイグ・ミラー城 - エディンバラ郊外にある城跡古い箇所は15世紀の建築も残っている[5]。

### 博物館・美術館
- スコットランド博物館
- スコットランド国立美術館
- スコットランド国立肖像画美術館
- スコットランド国立近代美術館

## 文化・名物

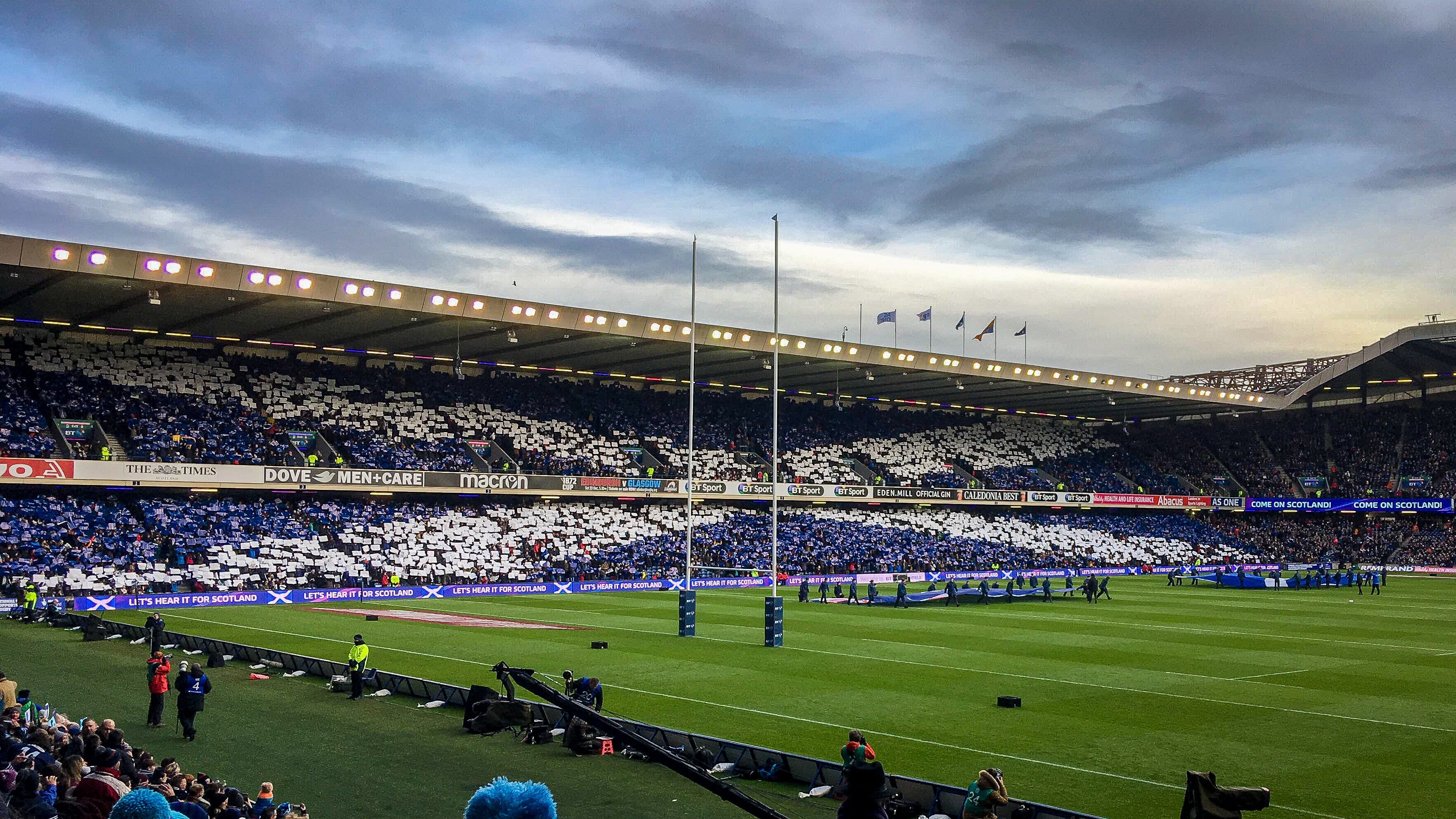
マレーフィールド・スタジアム

### スポーツ

#### サッカー
スコティッシュ・プレミアシップのチームハート・オブ・ミドロシアンFCとハイバーニアンの本拠地である。

#### ラグビー
エディンバラ・ラグビー - プロ14に参加するスコットランドのラグビーユニオン。マレーフィールド・スタジアムをホームスタジアムとしている。

## 関係者

### 出身著名人
- アレクサンダー・グラハム・ベル：発明家
- アダム・スミス：啓蒙家、経済学者「国富論」
- ジョン・ネイピア：数学者（対数）
- ジョゼフ・リスター：外科医（無菌手術）
- ジェームズ・シンプソン：産科医（麻酔）
- ジェームズ・リンド：軍医、疫学者、「衛生学の父」
- ジェームズ・クラーク・マクスウェル：物理学者、「電磁波」「マクスウェルの方程式」
- ショーン・コネリー：俳優
- シャーリー・マンソン：ミュージシャン。ガービッジのボーカル。
- ベイ・シティ・ローラーズ：バンド
- ケイティー・タンストール：歌手
- アーサー・コナン・ドイル：作家
- ジェイムズ・ボズウェル：作家
- イアン・ランキン：作家
- ウォルター・スコット：作家・詩人
- ロバート・ルイス・スティーヴンソン：作家
- アーヴィン・ウェルシュ：作家
- グレアム・スーネス：サッカー選手
- トニー・ブレア：元英国首相
- イアン・リチャードソン：俳優
- デイヴィッド・ヒューム：哲学者、歴史学者、政治思想家
- ジョン・ノックス：宗教改革者
- メアリー・ステュアート：スコットランド女王
- クリス・ホイ：自転車選手
- ダレン・フレッチャー：サッカー選手
- ユエン・ブレムナー：俳優
- ケン・ブキャナン：元プロボクシング統一世界ライト級王者

### 居住その他ゆかりある人物
- ユーニス・ゲイソン：女優

## その他
この街のカフェ The Elephant House で作家J・K・ローリングがハリー・ポッターと賢者の石を書き上げたという話は有名。また、物語に登場する「ホグワーツ魔法魔術学校（ホグワーツ城）」はエディンバラ城がモデルだといわれているが、作者は否定している。